# De Passievrucht (boek)
De passievrucht is een roman van de Nederlandse schrijver Karel Glastra van Loon uit 1999. Karel Glastra van Loon schreef vele romans en artikelen, maar het hoogtepunt in zijn schrijfcarrière is zonder twijfel de internationale bestseller De passievrucht. De roman heeft juichende kritieken gekregen en de Generale Bank Literatuurprijs 1999 gewonnen (de voorloper van de AKO Literatuurprijs), zowel van de jury als van de "schaduwjury" van jongeren. De passievrucht is in vierendertig talen uitgebracht, en is daarmee de meest vertaalde Nederlandse roman.
Het boek is verfilmd door Maarten Treurniet met in de hoofdrol Peter Paul Muller als Armin, Halina Reijn als Ellen en Carice van Houten als Monika in 2003. Er bestaat sindsdien ook een filmeditie van dit boek: de 37ste druk uit 2003.
Het boek is bewerkt tot AVRO hoorspel door Ignace Cornelissen onder regie van Peter te Nuyl met als stemacteurs o.a. Victor Reinier en Oda Spelbos en uitgezonden op 31 december 2013.

## Samenvatting
Armin Minderhout woont samen met Ellen en zijn zoon Bo. Armin en Ellen kunnen geen kinderen krijgen en na een onderzoek komt Armin erachter dat hij het syndroom van Klinefelter heeft en onvruchtbaar is. Bo kan dus onmogelijk zijn zoon zijn. Wanneer Armin dit begint te beseffen, stort de wereld van Armin helemaal in en raakt hij in hevige vertwijfeling. Armin vertelt hierover echter niets aan Bo zelf en gaat op zoek naar Bo's biologische vader. Zijn vrouw Monika, de moeder van Bo, is tien jaar eerder overleden. Dat maakt Armins zoektocht naar de werkelijke verwekker (biologische vader) er niet makkelijker op.
Armin stelt een lijstje op van alle mogelijke kandidaten voor Bo's vaderschap die hij an bedenken. De eerste op dit lijstje is Monika's ex, Robbert Hubeek. Robbert vertelt Armin uitgebreid over de seksuele praktijken die er tussen Monika en hem hebben plaatsgevonden. Robbert blijkt aan het einde van hun gesprek echter zelfs niet bekend met Monika's dood en zou daarom afvallen als eventuele vader. Armin moet denken aan de nacht waarvan hij zich altijd zou blijken te hebben ingebeeld dat daarin Bo door hemzelf verwekt zou zijn.
De volgende op het lijstje is de huisarts van Monika. Armin houdt er rekening mee dat arts-patiënt relaties immers wel vaker voorkomen. Armin vraagt het de huisarts vervolgens op de man af, maar de huisarts verzekert Armin dat er nooit ongepaste intimiteiten tussen Monika en hem hebben plaatsgevonden. Ook kan hij in Monika's dossier niets vinden over zaken die ze tijdens haar zwangerschap in vertrouwen verteld zou kunnen hebben.
De laatste kandidaat is Niko Neerinckx, een vroegere collega van Monika van reisbureau 'De Kleine Wereld'. Volgens Ellen had Monika nooit ook maar iets voor Niko gevoeld en verspilt Armin zijn tijd met deze hele kwestie, maar desondanks gaat Armin Niko toch opzoeken. Omdat Niko op reis is, ontmoet hij eerst Niko's vrouw Anke. Armin stelt zich voor als ene Erik Aldenbos en met behulp van een slimme smoes komt hij binnen en al gauw wint hij Ankes vertrouwen. Al vragende komt Armin erachter dat Niko zijn oudste zoon ook Bo heeft genoemd en hij ziet een foto van Monika in hun fotoalbum. Niko lijkt helemaal aan te sluiten op het profiel dat Armin voor ogen heeft voor de werkelijke verwekker. Hij zou  immers altijd als een rokkenjager bekend hebben gestaan. Armin weet niet wat hij ermee aan moet, maar zijn beste vriend Dees en Ellen dringen erop aan niets aan Niko te vragen. Armin volgt hun advies op.
De relatie tussen Armin en Ellen verslechtert een beetje. Armin besluit er een weekend tussenuit te gaan met Bo, naar Ameland. Op een gegeven moment wandelen Armin en Bo over het strand en ontmoeten ze een groepje jongeren van Bo's leeftijd. Een van de meisjes blijkt Bo wel leuk te vinden en na 's avonds samen op stap te zijn geweest, vindt Armin het meisje bij Bo in bed. Armin, die stomdronken is, valt op Bo's bed in slaap en geeft over op het kussen dat nog ruikt naar het meisje waar Bo mee in bed heeft gelegen. Bo ontsteekt in woede wanner hij zijn vermeende eigen vader zo aantreft en slaat hem. Armin wordt hier heel kwaad om en door de drank en woede vergeet hij even alles en verbreekt hij zijn stilzwijgen omtrent zijn speurtocht: hij onthult dat Bo niet zijn zoon kan zijn.
Zodra ze weer thuiskomen, komt Armins vader te overlijden. Armin en Dees ontruimen het huis van Armins overleden ouders (moeder was al een tijd geleden overleden) en Armin vindt daarbij een doos met liefdesbrieven van zijn ouders. In deze doos ontdekt hij ook een briefje met daarop de tekst 'Ik ben zwanger. M.' Armin weet meteen wat dit betekent: zijn vader is de dader! Verward thuisgekomen, geeft Ellen hem een brief van Monika aan Bo. Die brief had Monika haar ooit gegeven met daarin alle informatie over de biologische vader van haar zoon.
Armin wil meteen een stuk gaan lopen en Ellen moet het hele verhaal vertellen van de jarenlange spanning tussen Armins vader en Monika en hun 'slippertje' waaruit Bo ontstaan is. Ellen heeft het al die tijd geweten, maar verhulde het om hem die pijnlijke wetenschap te besparen. Armin vindt zichzelf helemaal niets meer, geen vader, geen zoon, geen geliefde, geen vriend, helemaal niets. Bo is opeens zijn halfbroer, terwijl Armin dertien jaar voor Bo heeft gezorgd als een vader. Ten slotte komt Bo met het idee om de as van zijn vader over het graf van Monika uit te strooien, om de moeilijke tijd symbolisch af te sluiten en weer verder te gaan met hun leven.